# Enrico Vanzina
Enrico Vanzina (Roma, 26 marzo 1949) è uno sceneggiatore, produttore cinematografico, scrittore e regista italiano.

## Biografia

Leone d'Oro per meriti letterari ad Enrico Vanzina nella prestigiosa sala Zuccari del Senato della Repubblica

Primogenito del regista e sceneggiatore Steno, al secolo Stefano Vanzina, e di Maria Teresa Nati, nonché fratello del regista e produttore Carlo Vanzina, vive sin dalla nascita a stretto contatto con il mondo del cinema: oltre al padre regista, suoi amici in adolescenza sono Claudio e Marco Risi, figli del regista Dino Risi. Ottiene il Baccalaureat francese al Lycée Chateaubriand di Roma nel 1966 e si laurea nel 1970 in Scienze politiche all'Università degli Studi di Roma "La Sapienza". Nei primi anni settanta il padre lo vuole al suo fianco come aiuto regista per le riprese di L'uccello migratore con Lando Buzzanca, La poliziotta con Mariangela Melato e Piedone a Hong Kong con Bud Spencer; tuttavia capisce presto che la regia non lo interessa e preferisce diventare uno sceneggiatore.
In quarant'anni nel cinema, è stato autore di oltre cento sceneggiature. La prima è quella di Luna di miele in tre del 1976, seguita nello stesso anno da Febbre da cavallo, che molti considerano il suo capolavoro. Ma è assieme al fratello regista Carlo che scrive sceneggiature di film come Sapore di mare, Il pranzo della domenica, Eccezzziunale... veramente, Vacanze di Natale, Yuppies - I giovani di successo, Le finte bionde, Sotto il vestito niente, Via Montenapoleone, Il cielo in una stanza, Ex - Amici come prima!, Mai Stati Uniti e Non si ruba a casa dei ladri.
Nel 1986 fonda la casa di produzione Video 80, che finanzierà sia prodotti per il cinema che fiction televisive.
Ha inoltre prodotto molti programmi televisivi, tra cui le serie I ragazzi della 3ª C (1987-1989), Amori (1989), Anni '50 (1998), Anni '60 (1999) e Un ciclone in famiglia (2005-2008).
Nel biennio 1990-91 collabora con la Penta Film di Mario e Vittorio Cecchi Gori come consulente generale e capo della produzione.
Autore anche di commedie teatrali tra le quali Bambini cattivi, messa in scena da Giuseppe Patroni Griffi, e Febbre da cavallo musical ispirato al celebre film, ha pubblicato pure i romanzi Colazione da Bulgari (Salerno Editrice), La vita è buffa (Gremese editore), Le finte bionde, La sera a Roma, Una famiglia italiana (Mondadori), Commedia all'italiana, Il gigante sfregiato, Premio Internazionale di Narrativa Città di Penne, Il mistero del rubino birmano e La donna dagli occhi d'oro (Newton Compton). Nel 2022 vince il Premio Fiuggi sezione Epistolari e Memorie con il suo libro "Diario Diurno" (HarperCollins). Dal 1995 è iscritto come giornalista pubblicista all'Ordine dei Giornalisti del Lazio. Dopo aver collaborato per sette anni al Corriere della Sera, dal 1998 cura una rubrica settimanale di costume per Il Messaggero.
Oggi è considerato uno dei massimi esponenti della commedia all'italiana, autore di film di enorme successo di pubblico. Enrico Vanzina ha dichiarato in più occasioni di essere liberale, come il padre Steno (che collaborò anche come giornalista al Giornale di Montanelli), e di fede cattolica.

Nel 2020 debutta alla regia con Lockdown all'italiana, cui segue due anni dopo Tre sorelle.

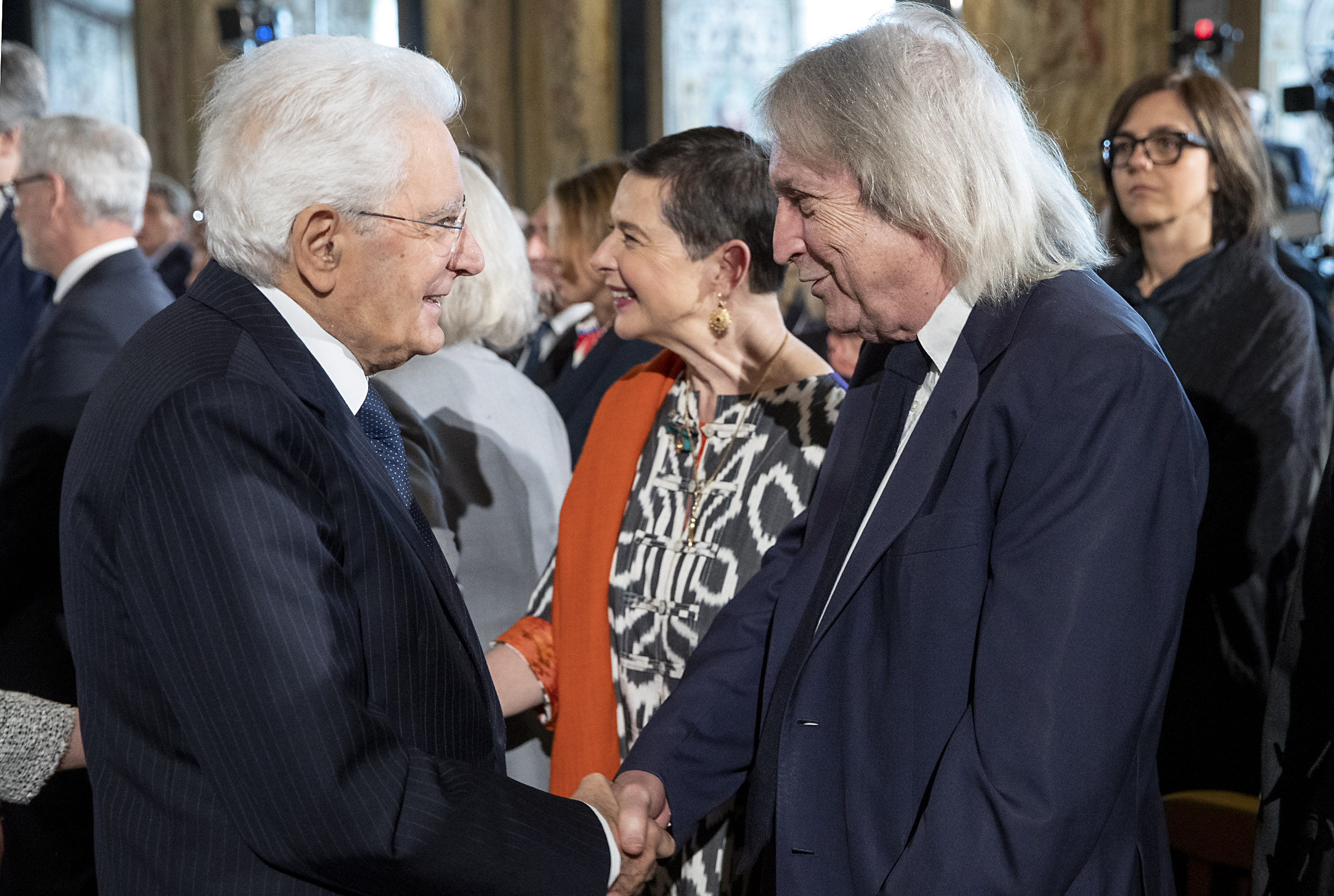
Il Presidente Sergio Mattarella saluta Enrico Vanzina, vincitore del David speciale 2023

Nel 2023 riceve il David di Donatello alla carriera.
Nel 2023 riceve il Leone d'Oro per Meriti Letterari al Senato della Repubblica da parte del Gran Premio Internazionale di Venezia, con nomination del Vice Presidente Avv. Pasquale Auricchio e il Patron del Leone d'Oro Dott. Sileno Candelaresi.
Nel 2023 approda su Cine34 con la rubrica Vi Racconto.
Dal 1994 è sposato con Federica Burger.

## Filmografia

### Sceneggiatore
- Oh, Serafina!, regia di Alberto Lattuada (1976)
- Febbre da cavallo, regia di Steno (1976)
- Luna di miele in tre, regia di Carlo Vanzina (1976)
- Von Buttiglione Sturmtruppenführer, regia di Mino Guerrini (1977)
- Tre tigri contro tre tigri, regia di Sergio Corbucci e Steno (1977)
- Per vivere meglio divertitevi con noi, regia di Flavio Mogherini (1978)
- La patata bollente, regia di Steno (1979)
- Figlio delle stelle, regia di Carlo Vanzina (1979)
- Arrivano i gatti, regia di Carlo Vanzina (1980)
- Il lupo e l'agnello, regia di Francesco Massaro (1980)
- Fico d'India, regia di Steno (1980)
- Una vacanza bestiale, regia di Carlo Vanzina (1980)
- Il tango della gelosia, regia di Steno (1981)
- Miracoloni, regia di Francesco Massaro (1981)
- I fichissimi, regia di Carlo Vanzina (1981)
- Eccezzziunale... veramente, regia di Carlo Vanzina (1982)
- Sballato, gasato, completamente fuso, regia di Steno (1982)
- Sesso e volentieri, regia di Dino Risi (1982)
- Viuuulentemente mia, regia di Carlo Vanzina (1982)
- Dio li fa poi li accoppia, regia di Steno (1982)
- Vado a vivere da solo, regia di Marco Risi (1982)
- Sapore di mare, regia di Carlo Vanzina (1983)
- Al bar dello sport, regia di Francesco Massaro (1983)
- Il ras del quartiere, regia di Carlo Vanzina (1983)
- Mani di fata, regia di Steno (1983)
- Mystère, regia di Carlo Vanzina (1983)
- Sapore di mare 2 - Un anno dopo, regia di Bruno Cortini (1983)
- Vacanze di Natale, regia di Carlo Vanzina (1983)
- Un ragazzo e una ragazza, regia di Marco Risi (1984)
- Amarsi un po'..., regia di Carlo Vanzina (1984)
- Domani mi sposo, regia di Francesco Massaro (1984)
- Vacanze in America, regia di Carlo Vanzina (1984)
- Mi faccia causa, regia di Steno (1984)
- Sotto il vestito niente, regia di Carlo Vanzina (1985)
- Yuppies - I giovani di successo, regia di Carlo Vanzina (1986)
- Italian Fast Food, regia di Lodovico Gasparini (1986)
- Il commissario Lo Gatto, regia di Dino Risi (1986)
- Via Montenapoleone, regia di Carlo Vanzina (1987)
- I miei primi 40 anni, regia di Carlo Vanzina (1987)
- Montecarlo Gran Casinò, regia di Carlo Vanzina (1987)
- Cronaca nera – film TV (1987)
- Animali metropolitani, regia di Steno (1987)
- Ti presento un'amica, regia di Francesco Massaro (1988)
- La partita, regia di Carlo Vanzina (1988)
- Big Man – serie TV, 2 episodi (1988)
- Le finte bionde, regia di Carlo Vanzina (1989)
- La più bella del reame, regia di Cesare Ferrario (1989)
- Fratelli d'Italia, regia di Neri Parenti (1989)
- Tre colonne in cronaca, regia di Carlo Vanzina (1990)
- Miliardi, regia di Carlo Vanzina (1991)
- Piedipiatti, regia di Carlo Vanzina (1991)
- Sognando la California, regia di Carlo Vanzina (1992)
- Piccolo grande amore, regia di Carlo Vanzina (1993)
- I mitici - Colpo gobbo a Milano, regia di Carlo Vanzina (1994)
- S.P.Q.R. - 2000 e ½ anni fa, regia di Carlo Vanzina (1994)
- Uomini uomini uomini, regia di Christian De Sica (1995)
- Io no spik inglish, regia di Carlo Vanzina (1995)
- Vacanze di Natale '95, regia di Neri Parenti (1995)
- Selvaggi, regia di Carlo Vanzina (1995)
- Squillo, regia di Carlo Vanzina (1996)
- A spasso nel tempo, regia di Carlo Vanzina (1996)
- Fratelli coltelli, regia di Maurizio Ponzi (1997)
- A spasso nel tempo - L'avventura continua, regia di Carlo Vanzina (1997)
- Banzai, regia di Carlo Vanzina (1997)
- Simpatici & antipatici, regia di Christian De Sica (1998)
- Cucciolo, regia di Neri Parenti (1998)
- Anni '50 – miniserie TV, 4 episodi (1998)
- Il cielo in una stanza, regia di Carlo Vanzina (1999)
- Tifosi, regia di Neri Parenti (1999)
- Anni '60 – miniserie TV, 4 episodi (1999)
- Vacanze di Natale 2000, regia di Carlo Vanzina (1999)
- Quello che le ragazze non dicono, regia di Carlo Vanzina (2000)
- E adesso sesso, regia di Carlo Vanzina (2001)
- South Kensington, regia di Carlo Vanzina (2001)
- Un maresciallo in gondola – film TV (2002)
- Febbre da cavallo - La mandrakata, regia di Carlo Vanzina (2002)
- Il pranzo della domenica, regia di Carlo Vanzina (2003)
- Le barzellette, regia di Carlo Vanzina (2004)
- In questo mondo di ladri, regia di Carlo Vanzina (2004)
- Il ritorno del Monnezza, regia di Carlo Vanzina (2005)
- Eccezzziunale veramente - Capitolo secondo... me, regia di Carlo Vanzina (2006)
- Olé, regia di Carlo Vanzina (2006)
- Piper – film TV (2007)
- 2061 - Un anno eccezionale, regia di Carlo Vanzina (2007)
- Matrimonio alle Bahamas, regia di Claudio Risi (2007)
- Un ciclone in famiglia – miniserie TV, 22 episodi (2005-2008)
- Un'estate al mare, regia di Carlo Vanzina (2008)
- Vip – film TV (2008)
- Piper - La serie – serie TV, 2 episodi (2009)
- Un'estate ai Caraibi, regia di Carlo Vanzina (2009)
- La vita è una cosa meravigliosa, regia di Carlo Vanzina (2010)
- Ti presento un amico, regia di Carlo Vanzina (2010)
- Sotto il vestito niente - L'ultima sfilata, regia di Carlo Vanzina (2011)
- Ex - Amici come prima!, regia di Carlo Vanzina (2011)
- Vacanze di Natale a Cortina, regia di Neri Parenti (2011)
- Buona giornata, regia di Carlo Vanzina (2012)
- Area Paradiso, regia di Diego Abatantuono (2012)
- Mai Stati Uniti, regia di Carlo Vanzina (2013)
- Sapore di te, regia di Carlo Vanzina (2014)
- Un matrimonio da favola, regia di Carlo Vanzina (2014)
- Ma tu di che segno 6?, regia di Neri Parenti (2014)
- Torno indietro e cambio vita, regia di Carlo Vanzina (2015)
- Miami Beach, regia di Carlo Vanzina (2016)
- Non si ruba a casa dei ladri, regia di Carlo Vanzina (2016)
- Caccia al tesoro, regia di Carlo Vanzina (2017)
- Una festa esagerata, regia di Vincenzo Salemme (2018)
- Natale a 5 stelle, regia di Marco Risi (2018)
- Sotto il sole di Riccione, regia degli YouNuts! (2020)
- Lockdown all'italiana, regia di Enrico Vanzina (2020)
- Tre sorelle, regia di Enrico Vanzina (2022)
- Sotto il sole di Amalfi, regia di Martina Pastori (2022)
- La canzone romana, regia di Enrico Vanzina e Elena Bonelli

### Produttore
- Italian Fast Food, regia di Lodovico Gasparini (1986)
- Cronaca nera – film TV (1987)
- Il vizio di vivere – film TV (1988)
- Il decimo clandestino – film TV (1989)
- Mano rubata – film TV (1989)
- Cinema – film TV (1989)
- La moglie ingenua e il marito malato – film TV (1989)
- Gioco di società – film TV (1989)
- Vita coi figli – film TV (1990)
- Maximum Exposure – miniserie TV, 4 episodi (1993)
- I mitici - Colpo gobbo a Milano, regia di Carlo Vanzina (1994)
- Io no spik inglish, regia di Carlo Vanzina (1995)
- Selvaggi, regia di Carlo Vanzina (1995)
- Fratelli coltelli, regia di Maurizio Ponzi (1997)
- Buona giornata, regia di Carlo Vanzina (2012)
- Miami Beach, regia di Carlo Vanzina (2016)
- Non si ruba a casa dei ladri, non accreditato, regia di Carlo Vanzina (2016)
- Natale a 5 stelle, regia di Marco Risi (2018)
- Sotto il sole di Riccione, regia degli YouNuts! (2020)
- Lockdown all'italiana, regia di Enrico Vanzina (2020)
- Tre sorelle, regia di Enrico Vanzina (2022)
- La canzone romana, regia di Enrico Vanzina e Elena Bonelli

### Regista
- Lockdown all'italiana (2020)
- Tre sorelle (2022)

### Attore
- L'ultimo gattopardo - Ritratto di Goffredo Lombardo, regia di Giuseppe Tornatore (2010)
- Titanus 1904, regia di Giuseppe Rossi (2024)
- Il bar del cult, regia di Mirko Zullo – docufilm (2025)

## Libri
- Le finte bionde, 1986
- Sotto il Colosseo niente, 1994
- Colazione da Bulgari, 1996
- La vita è buffa, 2000
- Vacanze di Natale, 2003
- Il mio mondo, 2006
- Commedia all'italiana: ritratto di un paese che non cambia, 2008
- Una famiglia italiana, 2010
- Il gigante sfregiato, 2013
- Il mistero del rubino birmano, 2015
- La donna dagli occhi d'oro, 2016
- La sera a Roma, 2017
- Mio fratello Carlo, 2019
- Una giornata di nebbia a Milano, 2021
- Diario diurno, 2022
- Il cadavere del Canal Grande, 2022
- Noblesse oblige, 2024

## Riconoscimenti
- Grolla d'oro
- Premio De Sica
- Premio Flaiano
- Nastro d'argento
- Premio Charlot
- Telegatto
- Premio America della Fondazione Italia USA
- Premio Agnes per il giornalismo
- Premio Alessandro Cicognini, Special Award, 2019[10]
- Premio Anna Magnani, VII edizione, 2021[11]
- Premio Sette Colli, 2022
- Premio Letterario Internazionale Antonio Semeria presso il Casinò di Sanremo, Gran Trofeo, 2022[12]
- David di Donatello, 2023[13]
- Premio Villa Bertelli, 2023[14]
- Leone d'Oro per meriti letterari presso il Senato della Repubblica, 2023[6][15]